# Schloss Světec

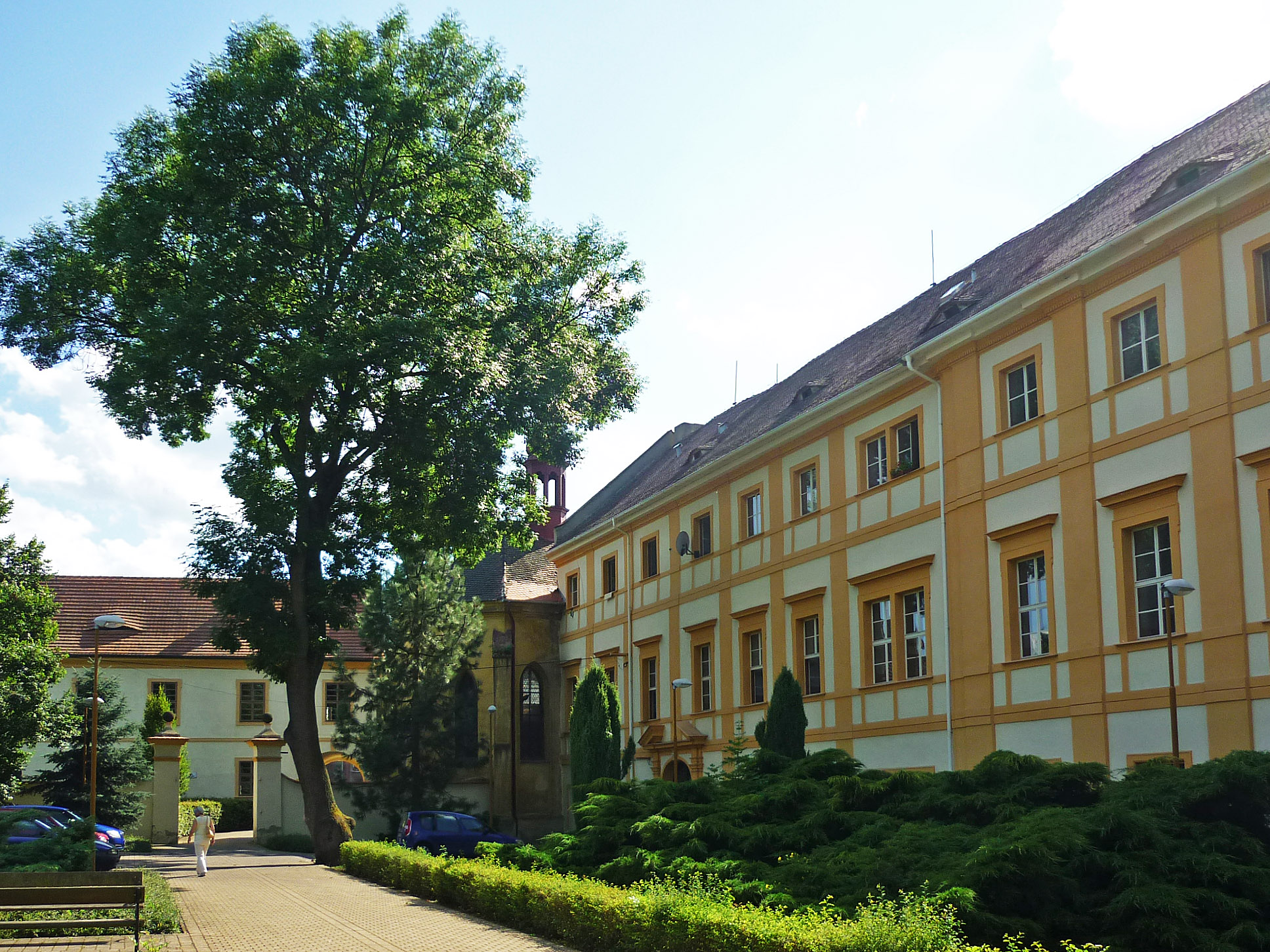
Schloss Schwaz (Světec)

Das Barockschloss Světec (deutsch Schwaz) liegt in Böhmen, in der gleichnamigen Gemeinde Světec im Okres Teplice.
Das Schloss ist ein einflügliger, zweigeschossiger Bau mit zwei barocken Treppenhäusern und schließt südlich direkt an die Jakobskirche an. Ursprünglich stand an dieser Stelle das Kloster St. Augustin der Kanonikerinnen vom heiligen Grab, des Frauenordens der Ritter mit dem Roten Kreuz.

## Geschichte
Das neue Barockschloss wurde 1675–1682 vom italienischen Architekten Antonio della Porta auf dem Platz des alten romanischen Klosters aus dem 13. Jahrhundert erbaut. Auftraggeber war der Prager Erzbischof Johann Joseph von Breuner. 
Der Schlosspark wurde unter Erzbischof Wilhelm Florentin von Salm-Salm angelegt und am Anfang des 19. Jahrhunderts unter Erzbischof Alois Josef Schrenk durch eine Promenade mit den Aloishöhen verbunden. Der Park ist derzeit verwildert. 
Das Schloss wurde im Jahr 2003 rekonstruiert und ist Sitz des Gemeindeamtes.
Im Schloss befindet sich auch eine Ausstellung des Malers und Grafikers Vojtěch Preissig, der in Schwaz geboren wurde.

## Einzelnachweis
1. ↑  Atlas von Sehenswürdigkeiten in Tschechien (tschech.)

Koordinaten: 50° 34′ 37,7″ N, 13° 48′ 44,8″ O